# 米格-15战斗机
米格-15（羅馬化：MiG 15）是由苏联米高扬-格列维奇飞机设计局设计的战斗机，为苏联第一代戰機的代表，也被认为是第一代后掠翼高亚音速喷气式战机的杰出代表。北约给予的绰号是“柴捆（Fagot）”。朝鲜战争初期，米格15的出现对联军P-51野马为代表的螺旋槳機和早期的直翼战机(F-80或早期的F-84)形成了代际优势，迫使美军迅速投入F-86扭转局面，两者也成为了初代喷气式战机的杰出作品。米格使用的引擎为仿制英国的克里莫夫VK-1。米格-15战斗机也是全世界生产数量最庞大的噴射战机，生产超过了13,000架，如果算上授权第三国家生产的数量，合计则达到了18,000架。部分米格15作为朝鲜空军的教练机一直服役到了21世纪。

## 研制过程
米格-15在1946年开始设计，设计是來自於蘇聯本身。米格-15原型機初期發展並不順利，因為當時蘇聯的都是雖然原理較進步但原始來自德國Me262的未成熟的軸流式設計，所以之前的蘇式噴射機的引擎壽命都才數十小時(即使美國當時也沒有解決F-84早期型引擎類似的問題)，實際無法部署在遠離維護工場的地方，受限於發動機技術始終無法試飛，直至英國工黨政府同意出售英國製的兩款離心式噴射發動機之後，始有突破。值得注意的是，英国出售发动机时曾声明“仅可用作民用”。1947年6月首次试飞。由于第一架原型机制作粗糙，第一次着陆就机毁人亡。第二架原型机重新设计，1947年12月30日首次试飞成功。1948年6月投入生产，并成为苏联空军的主力战机。早期生產批次採用英國的尼恩引擎，中後期則改用自製仿尼恩的RD-45發動機。而美國解決軸流式的成果便是F-84的中後期型與F-86，終於和米格-15同樣可以在朝鮮部署了。

## 布局与结构
米格-15采用机头进气模式。机身上方为水泡形座舱盖，内容弹射座椅。气流在机头由进气道内的隔板分为左右两股。机翼位于机身中部靠前，后掠角35度，带4枚翼刀，翼下可挂两具副油箱或炸弹。因此，米格-15是蘇聯第一种实用的后掠翼飞机，已初具现代喷气式飞机的雏形。机翼穿透机身，与进气道内的隔板总计将气流分为4股。在机翼前缘放有一定量的铅，以降低机翼对扭曲刚性的需求。飞机不装备雷达，不具备全天候作战能力。

## 生產次型
- I-310：原型
- 米格-15：第一型，單座战斗机

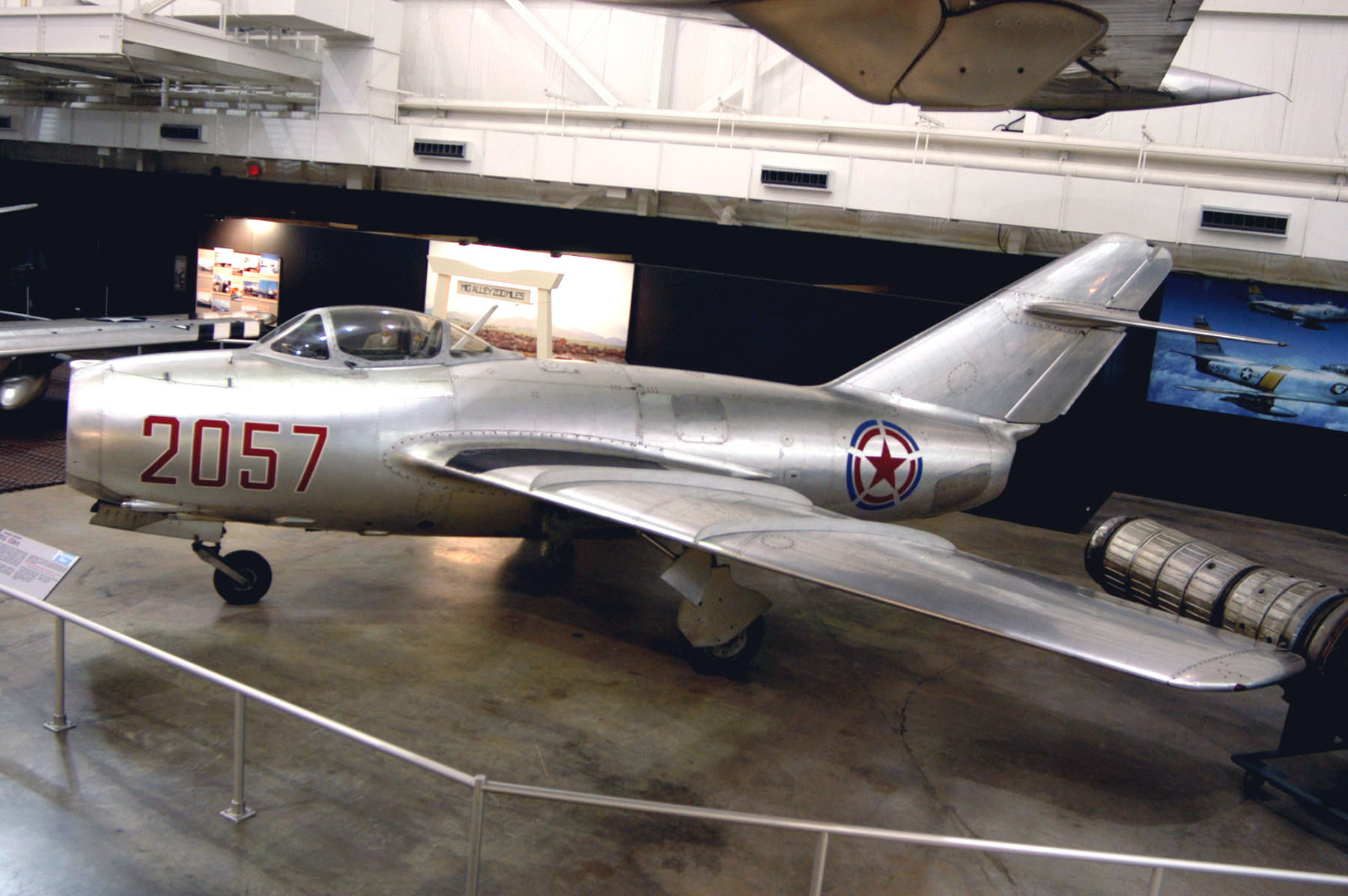
存放于美国空军国家博物馆的米格-15戰鬥機

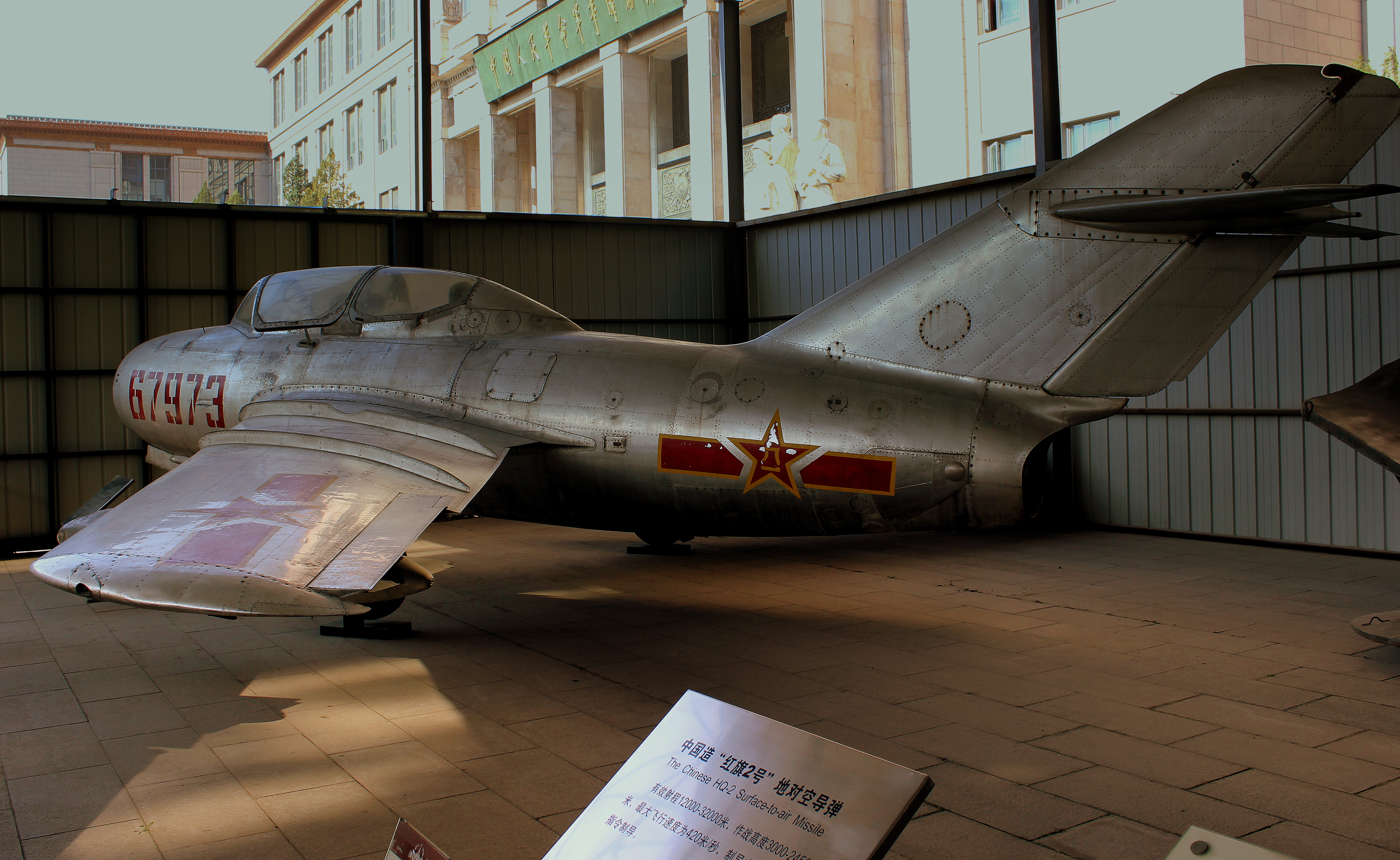
一架中國人民解放軍的米格-15UTI雙座教練機

- 米格-15P：米格-15bis的單座全天候攔截機
- 米格-15SB：單座战斗轟炸機
- 米格-15SP-5：米格-15UTI的雙座全天候攔截機
- 米格-15T：目標牽引機
- 米格-15比斯（BIS）：改進型單座战斗机。 主要改进是：加强了机翼等部位的结构；换装了克里莫夫VК－1离心式涡喷发动机，最大推力26.46千牛；在副翼操纵系统加装了БУ－1液压助力器，改善了横侧操纵性能；机翼下加挂2个250升的副油箱；最大飞行速度和续航能力都有提高。1949年9月首飞并投产。1952年8月23日至10月17日，新中国进口348架。1953年5～10月，新中国第二批进口134架。1952～1955年新中国进口米格－15比斯飞机1460架。1959年中国空军将米格－15比斯改装成双座教练机，称为乌米格－15比斯，简称乌比斯；改装成用于导弹打靶的靶机；代替伊尔－10用作强击机。1986年米格－15比斯全部退役。
- 米格-15BIS ISH：增加了火箭弹/炸弹挂架，以及火箭弹弹道计算机对地攻击改型
- 米格-15RBIS：加装了АFА-40照相机的照相侦察机
- 米格-15SBIS：加大航程的單座護航机
- 米格-15BIST：單座拖靶訓練機（機上拖機槍射擊用的練習靶）
- 米格-15BISM：靶机
- 乌米格-15：雙座雙控制台教练機
- Lim-1：波蘭特許生產的米格-15單座战斗机
- Lim-1A：波蘭生產的米格-15偵察机，裝有AFA-21攝影機
- Lim-2：波蘭特許生產的米格-15bis
- Lim-2R：波蘭生產的米格-15bis對地攻擊偵察机，攝影機裝在座艙罩內前端
- Lim-2A：波蘭生產的改進對地攻擊偵察机
- SB Lim-1：波蘭特許生產的米格-15UTI訓練機，裝有RD-45引擎
- SB Lim-2：波蘭特許生產的米格-15UTI訓練機，裝有VK-1引擎
- S-102：捷克斯洛伐克特許生產的米格-15战斗机
- S-103：捷克斯洛伐克特許生產的米格-15bis战斗机

## 与对手的比较

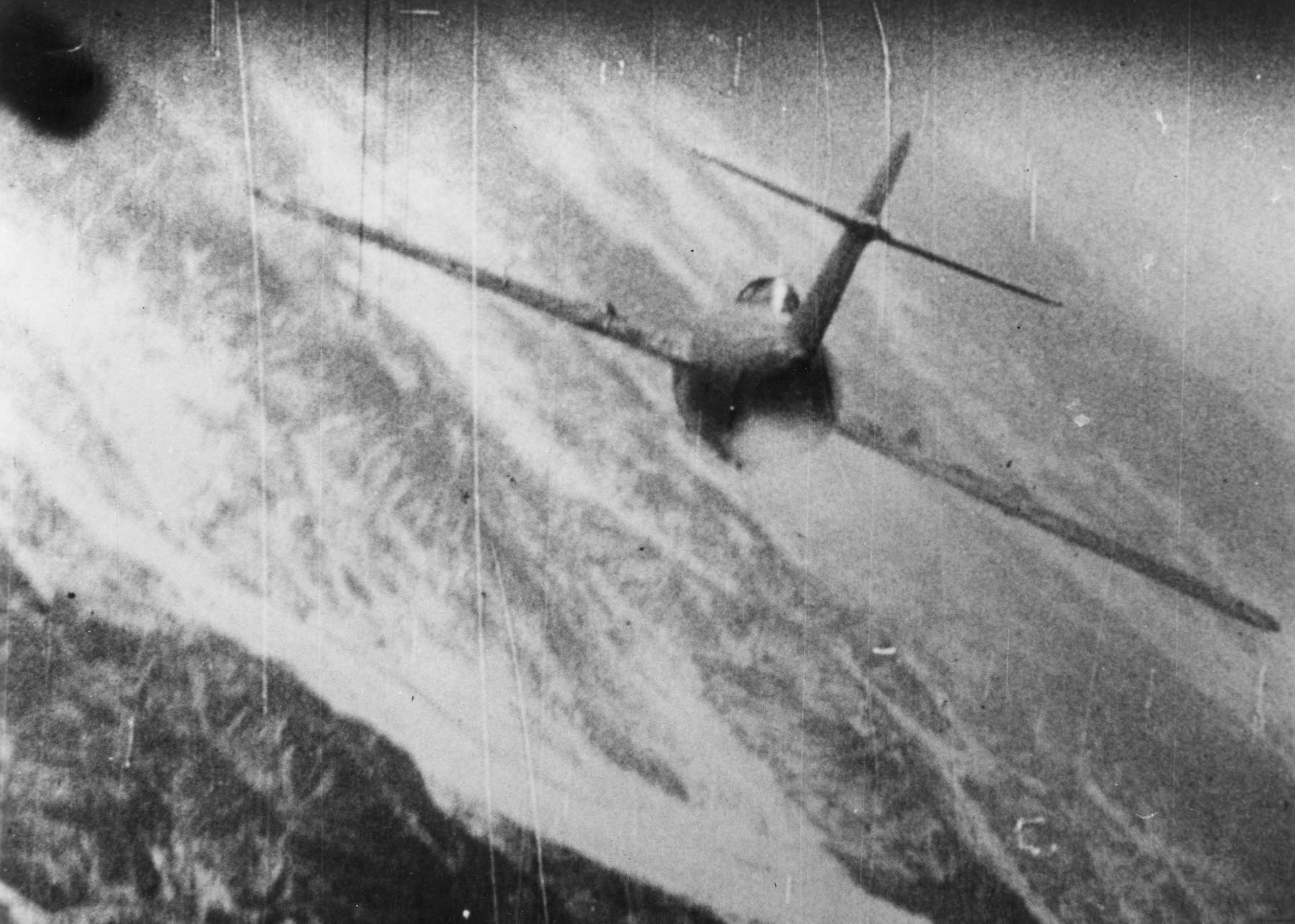
韓戰時的米格-15戰鬥機

米格-15投产不久，朝鲜战争爆发，给了米格-15一个极好的实战验证机会。战争初期，米格-15对F-80与F-84战斗机占尽优势，后期联合国军开始使用美製F-86軍刀戰鬥機，其战损比对米格-15达到7:1。米格-15雖然在最高速度，中高度爬升率，加速率以及最大升限等性能方面優於F-86，但在迴轉性能上面比6-3（翼根弦长延长6英寸，翼尖弦长延长3英寸）機翼的F-86差，同時高速下的穩定性以及運動性亦不如F-86，高速下的大幅度運動會進入失速，導致新手無法解出而必須放棄飛機。
米格-15的的火力极为强悍，N-37 37毫米机炮与两门NS-23KM 23毫米机炮威力远强于F-86的六门12.7毫米机枪。对比来看，曾有米格-15身负200余发12.7毫米枪弹而安全返航，這得力於噴射引擎的大推力讓米格-15得以安裝二戰時期活塞引擎戰機無法使用的鋼板作為外殼，也使機槍漸漸走下了空戰的舞台，而被米格-15机炮击中的F-86几乎难逃重伤或被击落的命运。然而，因为這些機炮的射速較慢，而且米格-15只有較為簡單的光學瞄準器，所以米格-15的机炮精确度不如F-86的机枪。总的来说，由于机炮精确度较差，以及机身在高速下無法穩定控制，米格-15在攔截轟炸機的任務中表現得比在與戰鬥機空戰的任務中出色。
朝鲜戰争期間米格-15佔有地形以及离战场较近的優勢，使得能夠有效的壓制米格-15的作戰的F-86在攜帶副油箱之下也只能交战很短的時間。除了为了维持上述优势外，出于蘇聯本身的政治考量，米格-15的有效操作地區被限制在所謂的米格走廊當中。
1953年9月27日，萊特飛行發展中心受命派員前往沖繩島上的嘉手納空軍基地，接收一架剛由北韓飛行員盧今錫駕駛投誠的俄製米格-15戰鬥機，進行試飛評估。查克·葉格負責試飛，他把米格機帶到55,000呎的高空中，並且在有失去升降舵控制可能的情況下，利用幾近垂直俯衝的方式將米格-15加速到它的速度極限0.98馬赫。這次的試飛証明了米格-15雖然因操控不穩、常常在飛行中無預警地翹起機首或水平打轉而獲得「飛行陷阱」的渾名，但是相對於美國當時主力的F-86，米格-15仍然擁有較優秀的爬升力、最大升限與加速能力。

## 性能数据
米格－15比斯的主要技术数据
- 翼展10.085米
- 机长10.102米
- 机翼面积20.6平方米
- 空重3681公斤
- 载油量1173公斤
- 正常起飞重量5,055公斤

米格-15三視圖

- 最大起飞重量6,106公斤（带2个600升副油箱）
- 最大速度1,107公里／小时（高度5000米）
- 爬升到10,000米所需时间4分54秒
- 实用升限15,500米
- 航程1330公里（不带副油箱）
- 起飞滑跑距离600米
- 着陆滑跑距离880米
- 动力装置为1台苏制VК－1А离心式涡喷发动机，最大推力均为26.46千牛
- 武器装备为1门Н－37Д（N-37D）机炮和2门НС－23（NS-23）机炮，可挂2枚炸弹。

## 著名飛行員
- 李漢
- 王海
- 劉玉堤
- 張積慧
- 趙寶桐

## 相关條目
- 朝鲜战争空战
- F-86軍刀戰鬥機
- 米格走廊
- Ta 183戰鬥機

### 米高揚設計序列
- 螺旋槳式飛機

米格-1 | 米格-3 | 米格-5 | 米格-7
- 噴氣式飛機

米格-9 | 米格-13 | 米格-15 | 米格-17 | 米格-19 | 米格-21 | 米格-23 | 米格-25 | 米格-27 | 米格-29 | 米格-31 | 米格-33 | 米格-35 | 米格1.44

## 外部連結及參考
米格的天空(8) （页面存档备份，存于）